# Cynopterus horsfieldii
Cynopterus horsfieldii е вид бозайник от семейство Плодоядни прилепи (Pteropodidae).

## Разпространение
Видът е разпространен в Индонезия, Малайзия и Тайланд.